# (4359) Berlage
(4359) Berlage (1935 TG) – planetoida z grupy pasa głównego asteroid okrążająca Słońce w ciągu 3,16 lat w średniej odległości 2,15 j.a. Odkryta 28 września 1935 roku.